# مقاطعة جاكسون (داكوتا الجنوبية)
جاكسون (بالإنجليزية: Jackson)‏ هي إحدى مقاطعات ولاية داكوتا الجنوبية في الولايات المتحدة الأمريكية .